# Robert de Flers

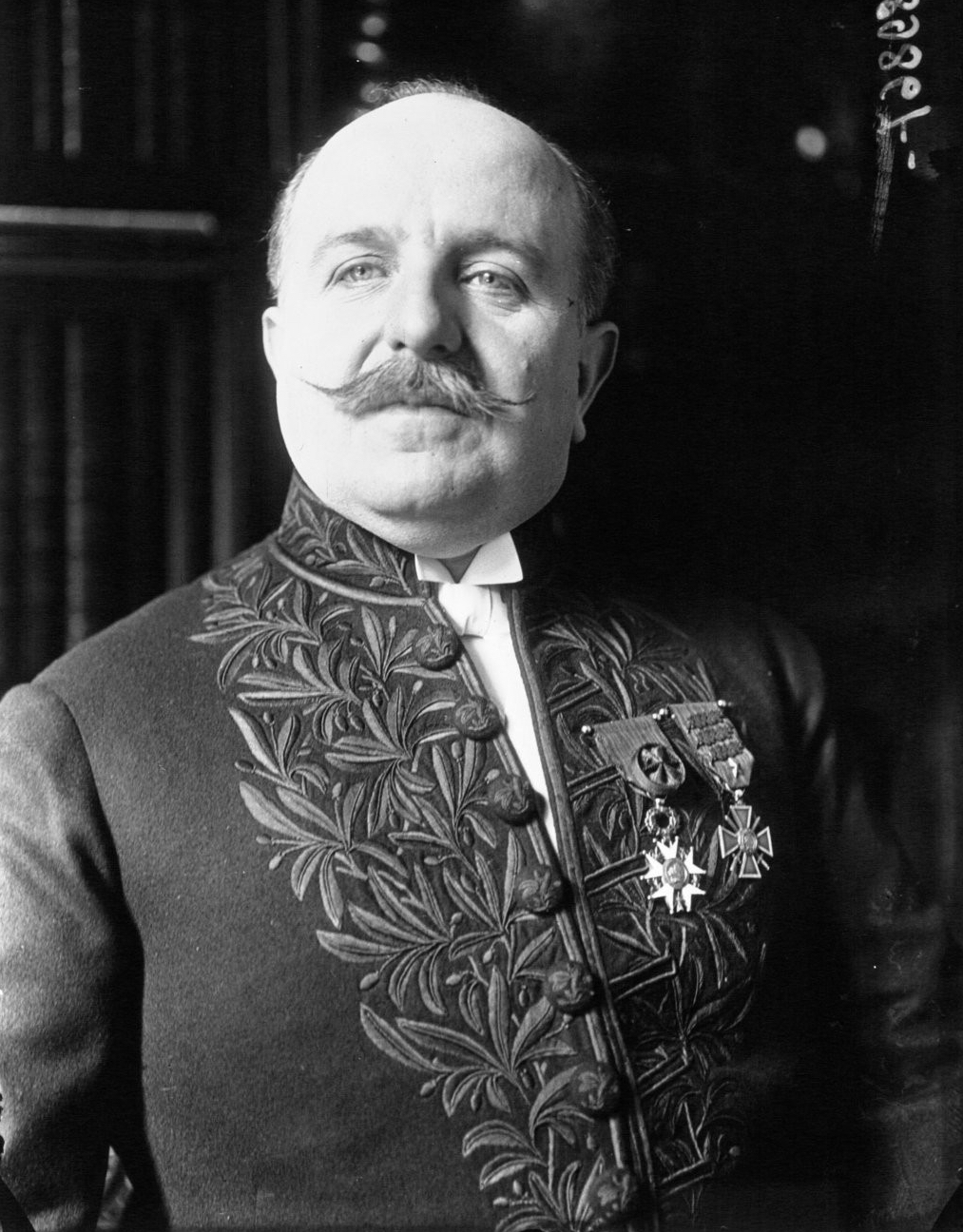
Robert de Flers, 1921

Robert de Pellevé de La Motte-Ango, marquis de Flers (* 25. November 1872 in Pont-l’Évêque, Département Calvados; † 30. Juli 1927 in Vittel) war ein französischer Dramatiker und Journalist.

## Leben

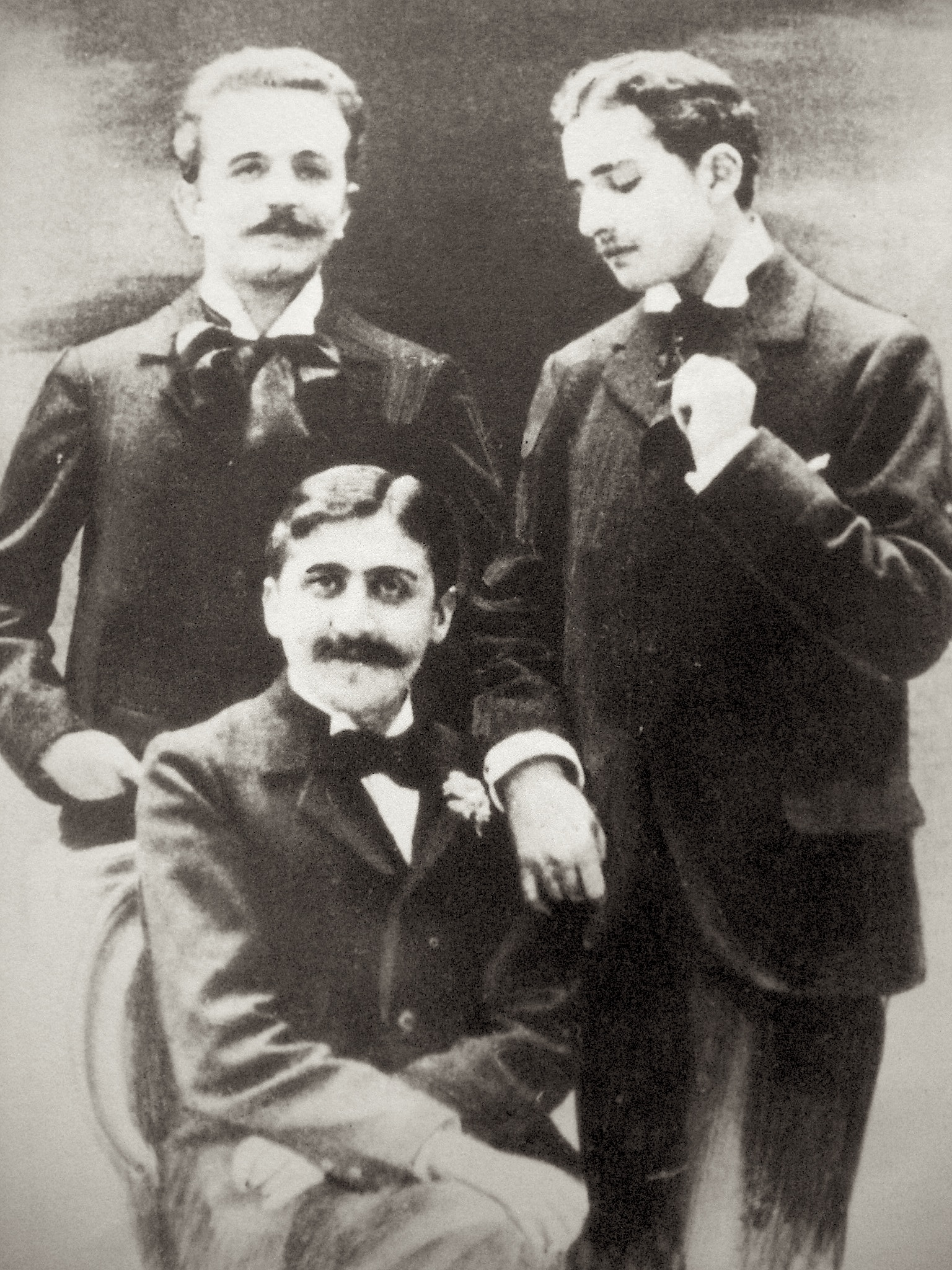
Robert de Flers (links) mit Lucien Daudet (rechts) und Marcel Proust (vorn) ca. 1894

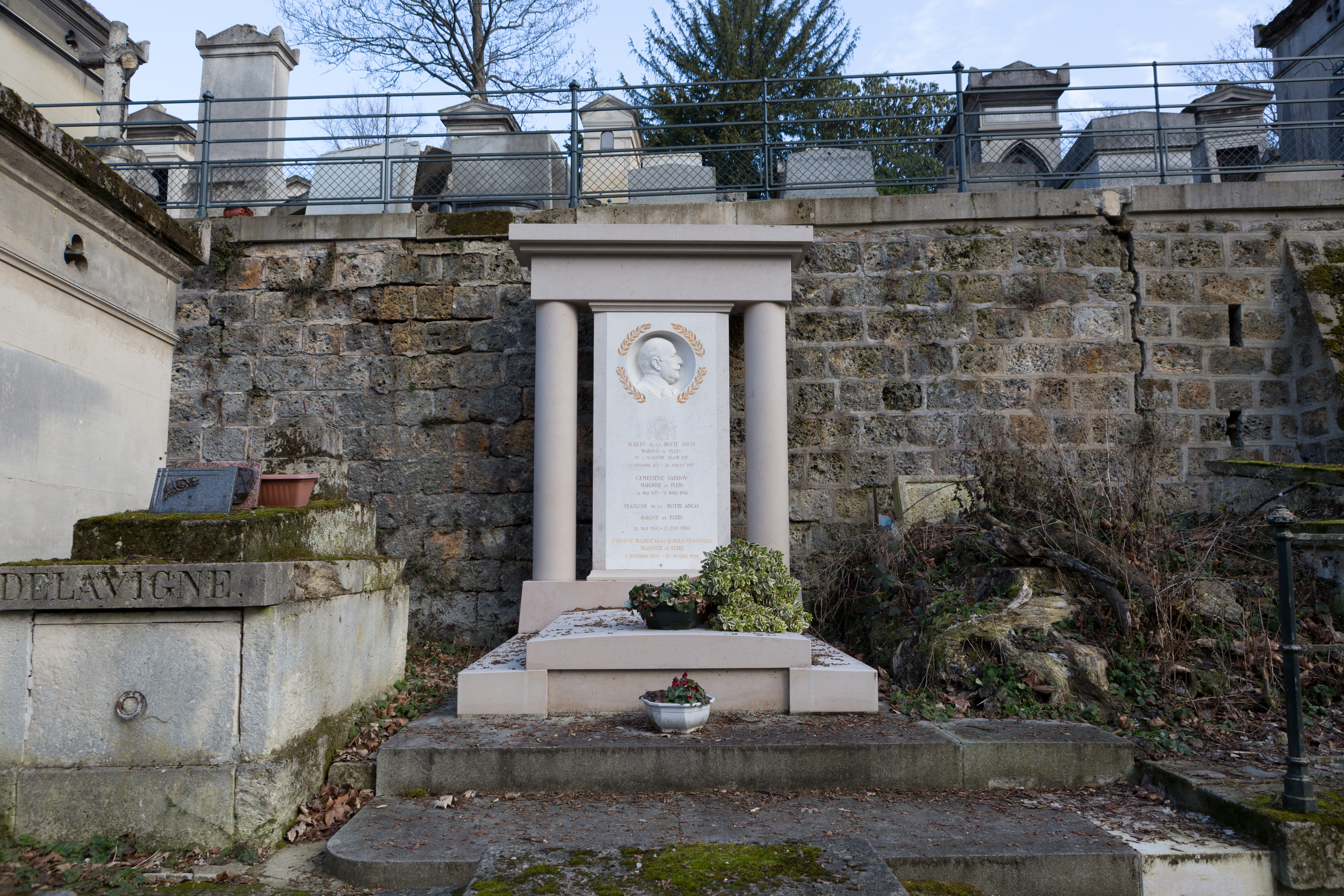
De Flers Grab auf dem Pariser Friedhof Père-Lachaise

Der Sohn des Unterpräfekten von Pont-l'Évêque und Generalinspektors der Verwaltungsdienste des Innenministeriums, Jean de La Motte-Ango, Marquis de Flers, und der Marguerite de Rozière studierte Jura und dann Geschichte und bereitete sich auf eine diplomatische Laufbahn vor, wie sie seine Großväter, Hyacinthe de Flers und der Historiker Eugène de Rozière (1820–1896) ergriffen hatten. Einer seiner Urgroßväter war der Jura-Professor und zweimalige Kultusminister Charles Giraud (1802–1881).
Auf einer Orientreise entstanden seine ersten literarischen Werke, eine Erzählung, eine Novelle und der Reisebericht Vers l’Orient.
Robert de Flers war Mitschüler von Marcel Proust am Lycée Condorcet in Paris und die beiden Schriftsteller blieben ihr ganzes Leben lang eng verbunden. De Fleurs wurde bekannt als Theaterautor. Nach 1900 entstand neben eigenen eine Reihe von Stücken in Zusammenarbeit mit Gaston de Caillavet. Nach dessen Tod wurde Francis de Croisset (1877–1937) sein Coautor. Mit ihm verfasste er u. a. das Libretto zu der Operette Ciboulette von Reynaldo Hahn (1923).
1921 wurde de Flers literarischer Direktor des Le Figaro. Am 3. Juni 1920 wurde er als Nachfolger von Pierre de Ségur zum Mitglied der Académie française gewählt. Außerdem wurde er als Kommandeur der Ehrenlegion ausgezeichnet.

## Werke
- Vers l’Orient, Reisebericht, 1896
- La courtisane Taïa et son singe vert, Novelle
- Ilsée, princesse de Tripoli, 1897
- Entre cœur et chair, 1899
- Le Théâtre et la Ville, 1900
- Les travaux d’Hercule (mit Gaston de Caillavet), 1901
- Le cœur a ses raisons, 1902
- Les Sentiers de la vertu (mit Gaston de Caillavet), 1903
- Le Sire de Vergy (mit Gaston de Caillavet), 1903
- Monsieur de La Palice, 1904
- La Montansier, 1904
- L’ange du foyer, 1905
- Pâris ou Le bon juge (mit Gaston de Caillavet), 1906
- Miquette et sa mère (mit Gaston de Caillavet), 1906
- La chance du mari, 1906
- L’amour veille, 1907
- L’Éventail, 1907
- Fortunio, Oper (mit Gaston de Caivallet, vertont von André Messager), 1907
- Le Roi (mit E. Arène), 1908
- L’âne de Buridan, 1909
- Le bois sacré, 1910
- Primerose (mit Gaston de Caillavet), 1911
- Papa, 1911
- L’Habit vert (mit Gaston de Caillavet), 1912
- La belle aventure (mit E. Rey), 1913; 1932 als Das schöne Abenteuer verfilmt
- Monsieur Brotonneau, 1914
- Beatrice, Operette (mit Gaston de Caivallet, vertont von André Messager), 1914
- La petite table, 1920
- Le retour (mit Francis de Croisset), 1920
- Sur les chemins de la guerre, 1921
- Hugues Delorme chez les fées, 1922
- La langue française et la guerre, 1922
- Les vignes du Seigneur (mit Francis de Croisset), 1923
- Ciboulette, Operette (mit Francis de Croisset, vertont von Reynaldo Hahn), 1923
- Romance, d’après Sheldon, 1923
- Les Nouveaux Messieurs (mit Francis de Croisset), 1925; verfilmt 1929. R: Jacques Feyder
- Le Docteur miracle (mit Francis de Croisset), 1926
- Le sentiment religieux et la science posthum 1928
- Les précieuses de Gênes, posthum, 1929